# 奧列格·潘科夫斯基
奥列格·弗拉基米罗维奇·潘科夫斯基（羅馬化：Oleg Vladimirovich Penkovskiy；1919年4月23日—1963年5月16日），代號「英雄」，為蘇聯格魯烏上校，亦為間諜，冷战期间为美国和英国提供大量情报，特别是“古巴导弹危机”期间向美国提供的情报为迫使美国让步换取苏联撤出起了关键作用。他是當時為英國提供情報的最高級別蘇聯官員，也是扭轉了冷戰進程的個別人士之一。1962年遭到逮捕，于次年中期，经审判判定有罪后被枪决。赫鲁晓夫本人参阅了审判资料。

## 生平

### 早年生活及軍旅生涯
潘科夫斯基的父親是一位白軍軍官，在俄國內戰不幸戰亡。潘科夫斯基則在1939年於基輔炮兵學院以中尉軍銜畢業。在參與了冬季戰爭和第二次世界大戰後，他升為中校。1955年潘科夫斯基被任命為駐外武官，任職於土耳其首都安卡拉。其後他被指派到蘇聯科學研究委員會工作。格魯烏主席伊萬·謝羅夫和蘇聯元帥謝爾蓋·謝爾蓋耶維奇·瓦連佐夫與潘科夫斯基私交甚篤。

### 投向西方
1960年7月，潘科夫斯基在莫斯科河大橋接觸並把一個包裹給了美國學生，要求他們把包裹交給中央情報局。中情局的官員推遲了與潘科夫斯基的聯絡因為他們相信他們被持續地監視著。
潘科夫斯基最終說服了英國間諜格雷維爾·韋恩在1961年視察倫敦的時候為其安排與美國和英國情報官員各兩名的會面。韋恩成為了潘科夫斯基其中一位的信使。在韋恩的自傳裏說自己是被英國情報部門精心多年培養，用於在特別任務中與潘科夫斯基聯絡。
中情局推遲了與潘科夫斯基的聯絡使美國方面覺得相當遺憾。不過，英國方面在稍後願意與美國分享從潘科夫斯基得到的情報。在接下來的18個月，潘科夫斯基在莫斯科為英國軍情六處提供了大量情報，前軍情五處官員彼得·萊特相信潘科夫斯基是假投誠。萊特注意到，和伊格爾·古琴科以及其他早期投誠者不同，潘科夫斯基只有提供組織的詳細内容而沒有透露任何潛伏在西方的蘇聯間諜的名字，當中有很多資料已經被西方情報界所掌握。更甚者他提供的某些文件是原檔，令萊特認為這些資料不會那麼容易從他們的綫人所取得。萊特在整個冷戰時期都嚴厲地譴責英國情報局的領導地位。他認為使用他所提倡的科學方法可以更快地辨認出劍橋五人組是蘇聯在英國的間諜。在萊特眼中，英國情報部門在劍橋五人組叛逃到蘇聯的時候已經被癱瘓。情報人員因害怕發出類似事件以致於他們避免去冒險。萊特相信蘇聯察覺到這一點，把潘科夫斯基安排進去使情報部門更為無能為力。
在他的自傳「抓諜人」，萊特說到：
當我第一次寫我的潘科夫斯基分析時，莫里斯·歐菲爾德(1970年代後為軍情六處處長)，作為華盛頓站站長在潘科夫斯基一案中扮演了重要角色，告訴我說：「在這行你還有很長的路要走，比特，潘科夫斯基的背上有很多騎士和勛章。」他所指的是在潘科夫斯基行動中所獲得榮譽。
前克格勃少將奧列格·卡盧金在他關於對西方的情報生涯的自傳裏面並沒有提起潘科夫斯基。克格勃叛逃者弗拉基米爾·沙哈諾夫認為潘科夫斯基是實際存在的，並稱「我知道潘科夫斯基的案件和尤里·諾琴科的叛變導致了克格勃的重組。黨對於克格勃的表現不滿意....我知道有克格勃的頭子被換下去了，就像斯大林的時候一樣。」，儘管很多意見認為潘科夫斯基是真實存在的，辯論也强調了情報部門確認來自敵方提供的情資真確性所面對的困難。在與美國國防部長莱昂·帕内塔會面時，俄羅斯對外情報局局長米哈伊爾·葉菲莫維奇·弗拉德科夫稱潘科夫斯基是俄羅斯情報界的最大失誤事件。